# Sonny Bradshaw
Cecil Valentine „Sonny“ Bradshaw (* 28. März 1926 in Kingston; † 10. Oktober 2009 in London) war ein jamaikanischer Jazzmusiker (Trompete, Flügelhorn, Bandleader), Radiomacher und Gewerkschafter, der jahrzehntelang eine der wichtigsten Personen der jamaikanischen Musik war.

## Leben
Bradshaw besuchte das Central Branch Conservatorium und dann die Kingston Technical High School. Dort baute er sich selbst ein Radiogerät, so dass er die Jazzsendungen aus Kuba und von der BBC hören konnte. Dann arbeitete er in einem Musikgeschäft und brachte sich selbst das Notenlesen und Trompetenspiel bei. In den späten 1940er Jahren gehörte er zum Orchester von Eric Deans, das er 1950 verließ, um sein Septett Sonny Bradshaw Seven zu gründen. mit dem er angeblich den Sound einer Bigband schaffen konnte. Daneben gründete er die Jamaican Big Band, zu der zeitweise Stars wie Joe Harriott, Dizzy Reece, Ernest Ranglin, Harold McNair, Dwight Pinkney und Monty Alexander gehörten. Diese Band begleitete 1956 Sarah Vaughan, später auch Johnny Mathis, Lou Rawls, Johnnie Ray, Brook Benton und Sam Cooke.
Weiterhin gab er zwischen 1952 und 1955 das Nachrichtenblatt The Music Sheet heraus. Seit 1959 arbeitete er hauptsächlich für den Rundfunk; er war nicht nur als Moderator für die Teenage Dance Party verantwortlich, sondern der langjährige Leiter des Musikprogramms und des Orchesters der Jamaica Broadcasting Corporation. Daneben tourte er mit seinem Septett durch die USA, Kuba und Mexiko. Zudem war er als (ehrenamtlicher) Gewerkschaftsführer der Jamaican Federation of Musicians tätig, wobei er insbesondere die Arbeitsbedingungen auftretender Musiker verbesserte. Durch den von ihm begründete Wettbewerb Tastee Talent Contest wurden Musiker wie Yellowman, Beenie Man, Mr. Vegas, T.O.K., Papa San, Mad Cobra, und Brian & Tony Gold entdeckt.
Seit 1980 arbeitete er mit der Sänger Myrna Hague, die seine Frau wurde, zusammen; er wiederbelebte die Jamaican Big Band und begründete 1991 das Ocho Rios Jazz Festival. Seit 1989 reiste er regelmäßig nach Großbritannien, wo er mit Andy Hamilton auftrat. Er starb nach einem längeren Krankenhausaufenthalt.
Bradshaw erhielt 2004 für seine Verdienste um die jamaikanische Musik den Order of Distinction in der Kommandeur-Klasse.

## Diskographische Hinweise
- The Sonny Bradshaw Quartet Jamaica Independence Souvenir Album (1962)
- Sonny Bradshaw 7 Jamaica Roots, (1974)
- Sonny Bradshaw 7 Do It Reggae (1969–1975)
- Sonny Bradshaw and the Jamaica Big Band Live